# Džurdžijanski jezik
Džurdžijanski jezik (ISO 639-3: juc), jezik starog naroda Džurdža (Džurdžijanaca) koji se govorio na području sjeveroistočne Kine. 
Pripadao je jugozapadnoj podskupini južnotunguskih jezika, tunguskih jezika. Njihovi potomci su današnji Mandžurci iz Mandžurije.

## Vanjske poveznice
- Ethnologue (14th)
- Ethnologue (15th)